# Tour de Romandie Féminin
Die Tour de Romandie féminin ist eine Rundfahrt im Strassenradsport der Frauen, welche durch die Romandie, die französischsprachige Westschweiz, führt.
Das Rennen wurde im ersten Jahr seines Bestehens, 2022, in den Kalender der UCI Women’s WorldTour aufgenommen und führte vom 7. bis 9. Oktober 2022 über vornehmlich bergiges Terrain.
Der Wettbewerb wird von demselben Veranstalter organisiert, der auch das Männerrennen Tour de Romandie ausrichtet.

## Palmarès
| Jahr | Siegerin         | Zweite               | Dritte               |
| ---- | ---------------- | -------------------- | -------------------- |
| 2022 | Ashleigh Moolman | Annemiek van Vleuten | Elisa Longo Borghini |
| 2023 | Demi Vollering   | Katarzyna Niewiadoma | Marlen Reusser       |
| 2024 | Lotte Kopecky    | Demi Vollering       | Gaia Realini         |
| 2025 |                  |                      |                      |